# Hajduki Nyskie
Hajduki Nyskie [pronunciación en polaco: /xai̯ˈduki ˈnɨskʲɛ/] (en alemán: Heidau) es un pueblo ubicado en el distrito administrativo de Gmina Nysa, dentro del Condado de Nysa, Voivodato de Opole, en el sur de Polonia occidental. Se encuentra aproximadamente a 5 kilómetros al sureste de Nysa y a 48 kilómetros al suroeste de la capital regional Opole.
Antes de 1945, el área fue parte de Alemania.

## Residentes notables
- Otto Kretschmer (1912–1998), alemán, comandante de barca y Almirante.